# 프로젝트 Y (영화)
"프로젝트 Y"(영어: Project Y)는 2025년 개봉 예정인 대한민국의 범죄 누아르 영화이다. 이환이 감독과 공동각본을 맡았다.